# Campeonato Mundial de Patinaje Artístico sobre Hielo de 1964
El LIV Campeonato Mundial de Patinaje Artístico se realizó en Dortmund (RFA) entre el 25 de febrero y el 1 de marzo de 1964 bajo la organización de la Unión Internacional de Patinaje sobre Hielo (ISU) y la Unión Alemana de Patinaje sobre Hielo. 

## Resultados

### Masculino
| Puesto | Nombre                | País                | Puntos |
| ------ | --------------------- | ------------------- | ------ |
| Oro    | Manfred Schnelldorfer | Alemania Occidental | 10     |
| Plata  | Alain Calmat          | Francia             | 23     |
| Bronce | Karol Divín           | Checoslovaquia      | 38     |

### Femenino
| Puesto | Nombre           | País         | Puntos |
| ------ | ---------------- | ------------ | ------ |
| Oro    | Sjoukje Dijkstra | Países Bajos | 9      |
| Plata  | Regine Heitzer   | Austria      | 21     |
| Bronce | Petra Burka      | Canadá       | 24     |

### Parejas
| Puesto | Nombre                               | País                | Puntos |
| ------ | ------------------------------------ | ------------------- | ------ |
| Oro    | Marika Kilius / Hans-Jürgen Bäumler  | Alemania Occidental | 13     |
| Plata  | Liudmila Belousova / Oleg Protopopov | Unión Soviética     | 14     |
| Bronce | Debbie Wilkes / Guy Revell           | Canadá              | 28     |

### Danza en hielo
| Puesto | Nombre                               | País           | Puntos |
| ------ | ------------------------------------ | -------------- | ------ |
| Oro    | Eva Romanová / Pavel Roman           | Checoslovaquia | 8      |
| Plata  | Paulette Doan / Ken Ormsby           | Canadá         | 20     |
| Bronce | Janet Sawbridge / David Hickinbottom | Reino Unido    | 18     |

## Medallero
| Núm. | País                | Oro | Plata | Bronce | Total |
| ---- | ------------------- | --- | ----- | ------ | ----- |
| 1    | Alemania Occidental | 2   | 0     | 0      | 2     |
| 2    | Checoslovaquia      | 1   | 0     | 1      | 2     |
| 3    | Países Bajos        | 1   | 0     | 0      | 1     |
| 4    | Canadá              | 0   | 1     | 2      | 3     |
| 5    | Austria             | 0   | 1     | 0      | 1     |
| 5    | Francia             | 0   | 1     | 0      | 1     |
| 5    | Unión Soviética     | 0   | 1     | 0      | 1     |
| 8    | Reino Unido         | 0   | 0     | 1      | 1     |
|      | TOTAL               | 4   | 4     | 4      | 12    |

| Predecesor: Italia 1963 | Campeonato Mundial de Patinaje Artístico sobre Hielo 1964 | Sucesor: Estados Unidos 1965 |

- Datos: Q573414
- Multimedia: 1964 World Figure Skating Championships / Q573414